# Port Pirie
Port Pirie é uma cidade localizada no estado australiano da Austrália Meridional. De acordo com o censo australiano de 2016, a população era de 13.740 habitantes.